# Quercus bawanglingensis
Quercus bawanglingensis — вид рослин з родини букових (Fagaceae). Філогенетичний аналіз свідчить про сильний взаємозв'язок з Q. tarokoensis.

## Біоморфологічна характеристика
Це дерево до 6–8 метрів заввишки. Гілочки голі, укриті білим восковим нальотом. Листки 4–6 × 1.5–2.5 см, вічнозелені, шкірясті, від овальних до еліптичних, основа від округлої до широко клиноподібної, верхівка від загостреної до гострої, край зубчастий з тупими зубцями, є 6–9 пар вторинних жилок; третинні жилки тонкі, сітчасті; ніжка листка 5–8 мм завдовжки. Жіночі сережки 3–6 см завдовжки, приносить, як правило, лише один плід у зрілому віці. Жолудь еліптичний, 1 см завдовжки, голий, поодинокий, закритий на 1/3 або 1/4 чашечкою.

## Середовище проживання
Ендемік о. Хайнань, Китай. Вид трапляється в тропічних гірських карликових лісах на висотах 900–1000 метрів.

## Загрози
Q. bawanglingensis зростає в природних лісових районах провінції Хайнань, яким загрожує руйнування середовища проживання. Провінція Хайнань зазнала втрат природних лісових масивів та збільшення площі гумових насаджень. Така тенденція спостерігається і в заповідних зонах. Втрата природного лісу та збільшення площі для плантацій каучуку призводить до руйнування середовищ існування та фрагментації видів.